# Bachowica
Bachowica (bułg. Баховица) – wieś w północnej Bułgarii, obwodzie Łowecz, w gminie Łowecz.
Bachowica znajduje się w strefie umiarkowanego klimatu. W zimie jest dość chłodnie i występują ciężkie opady śniegu. Wiosna charakteryzuje się stosunkowo umiarkowaną temperaturą i opadami deszczu. W Lecie, szczególnie w lipcu, temperatura sięga do 35-40 stopni Celsjusza.